# Chalabre
Chalabre is een gemeente in het Franse departement Aude (regio Occitanie). De plaats maakt deel uit van het arrondissement Limoux. Chalabre telde op 1 januari 2022 1.115 inwoners.

## Geografie
De oppervlakte van Chalabre bedroeg op 1 januari 2022 15,49 vierkante kilometer; de bevolkingsdichtheid was toen 72 inwoners per km².
De onderstaande kaart toont de ligging van Chalabre met de belangrijkste infrastructuur en aangrenzende gemeenten.

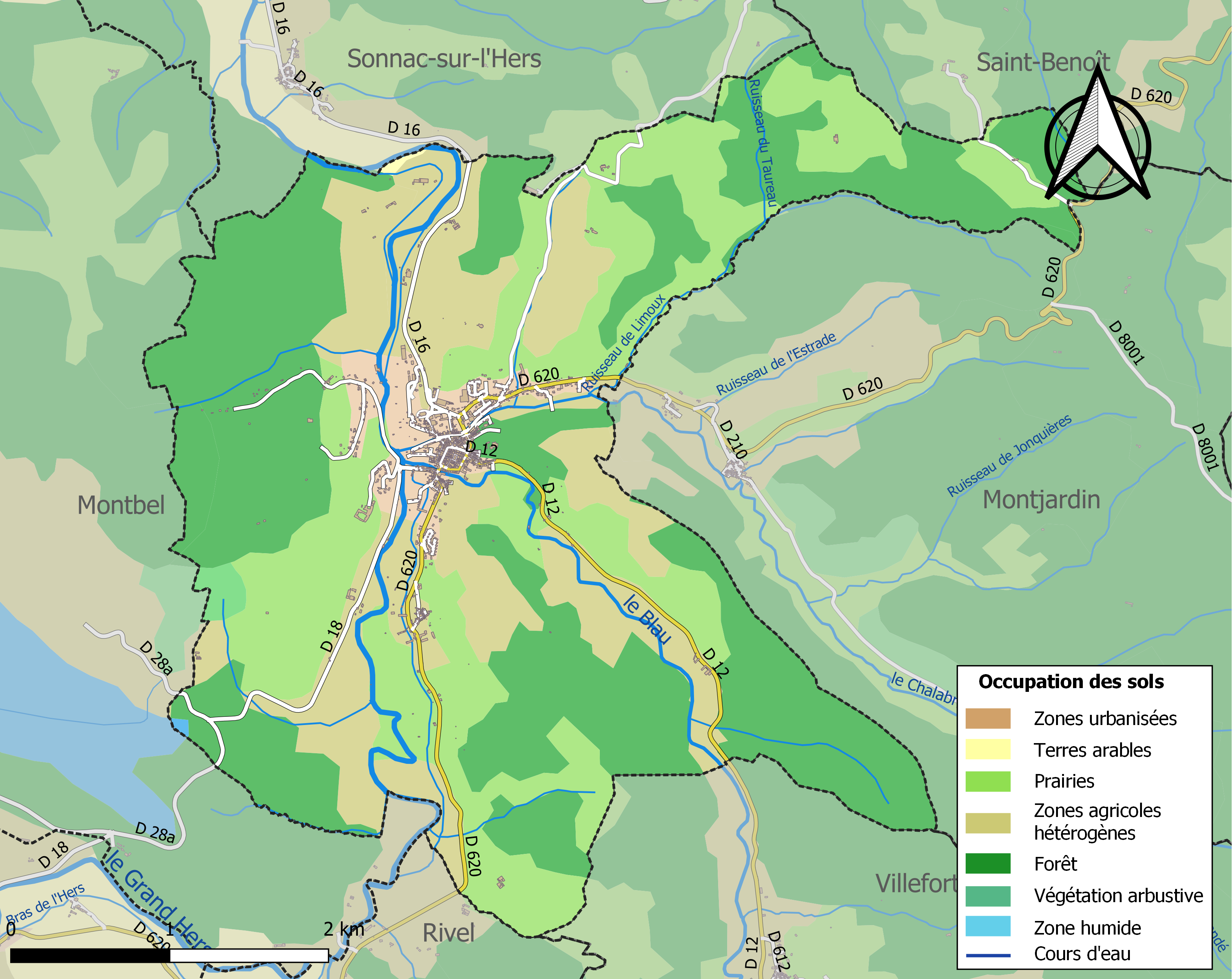

## Demografie
Onderstaande figuur toont het verloop van het inwonertal (bron: INSEE-tellingen).

Vanwege een beveiligingsprobleem met de MediaWiki Graph-software is het momenteel niet mogelijk deze grafiek weer te geven. Zodra de software is bijgewerkt zal de grafiek vanzelf weer zichtbaar worden.